# Foraminoppia iturrondobeitiai
Foraminoppia iturrondobeitiai är en kvalsterart som beskrevs av Subías och Antonio Arillo 1998. Foraminoppia iturrondobeitiai ingår i släktet Foraminoppia och familjen Oppiidae. Inga underarter finns listade i Catalogue of Life.